# Camp aleatori
En física i matemàtiques, un camp aleatori és una funció aleatòria sobre un domini arbitrari (normalment un espai multidimensional com ara {\displaystyle \mathbb {R} ^{n}}). És a dir, és una funció {\displaystyle f(x)} que pren un valor aleatori en cada punt {\displaystyle x\in \mathbb {R} ^{n}} (o algun altre domini). De vegades també es pensa com un sinònim d'un procés estocàstic amb alguna restricció en el seu conjunt d'índexs. És a dir, segons les definicions modernes, un camp aleatori és una generalització d'un procés estocàstic on el paràmetre subjacent ja no necessita ser "temps" real o enter, sinó que pot prendre valors que són vectors o punts multidimensionals en alguna varietat.

## Definició formal
Donat un espai de probabilitat {\displaystyle (\Omega ,{\mathcal {F}},P)}, un camp aleatori amb valor X és una col·lecció de variables aleatòries amb valor X indexades per elements en un espai topològic T. És a dir, un camp aleatori F és una col·lecció
{\displaystyle \{F_{t}:t\in T\}}
on cadascun {\displaystyle F_{t}} és una variable aleatòria amb valor X.

## Exemples
En la seva versió discreta, un camp aleatori és una llista de nombres aleatoris els índexs dels quals s'identifiquen amb un conjunt discret de punts en un espai (per exemple, espai euclidià n-dimensional). Suposem que hi ha quatre variables aleatòries, {\displaystyle X_{1}}, {\displaystyle X_{2}}, {\displaystyle X_{3}}, i {\displaystyle X_{4}}, situat en una graella 2D a (0,0), (0,2), (2,2) i (2,0), respectivament. Suposem que cada variable aleatòria pot prendre el valor de -1 o 1, i la probabilitat del valor de cada variable aleatòria depèn dels seus veïns immediatament adjacents. Aquest és un exemple senzill d'un camp aleatori discret.
De manera més general, els valors de cadascun {\displaystyle X_{i}} pot assumir es pot definir en un domini continu. En quadrícules més grans, també pot ser útil pensar en el camp aleatori com una variable aleatòria "valorada per funció", tal com es descriu anteriorment. En la teoria quàntica de camps, la noció es generalitza a una funcional aleatòria, una que pren valors aleatoris sobre un espai de funcions (vegeu integral de Feynman).
Existeixen diversos tipus de camps aleatoris, entre ells el camp aleatori de Markov (MRF), el camp aleatori de Gibbs, el camp aleatori condicional (CRF) i el camp aleatori gaussià. El 1974, Julian Besag va proposar un mètode d'aproximació basant-se en la relació entre les MRF i les RF de Gibbs.

## Aplicacions
Quan s'utilitzen a les ciències naturals, els valors en un camp aleatori sovint estan correlacionats espacialment. Per exemple, els valors adjacents (és a dir, els valors amb índexs adjacents) no difereixen tant com els valors més separats. Aquest és un exemple d'estructura de covariància, molts tipus diferents de les quals es poden modelar en un camp aleatori. Un exemple és el model d'Ising on de vegades les interaccions amb els veïns més propers només s'inclouen com a simplificació per entendre millor el model.
Un ús comú dels camps aleatoris és en la generació de gràfics per ordinador, especialment aquells que imiten superfícies naturals com l'aigua i la terra. Els camps aleatoris també s'han utilitzat en models de subsòl com en.
En neurociència, especialment en estudis d'imatge cerebral funcional relacionats amb tasques que utilitzen PET o fMRI, l'anàlisi estadística de camps aleatoris és una alternativa comuna a la correcció de comparacions múltiples per trobar regions amb una activació realment significativa.